# パプ・マリック・ディアカテ
パプ・マリック・ディアカテ（Pape Malickou Diakhaté、1984年6月21日 - ）は、セネガル・ダカール出身のサッカー選手。元セネガル代表である。ポジションはディフェンダー（センターバック）。

## 経歴

### ASナンシー
ASナンシーの下部組織出身であり、2001年10月20日、リーグ・ドゥ（2部）のLBシャトールー戦(2-0)でトップチームデビューを果たし、前半は左サイドバックとして、後半はセンターバックとしてプレーした。2002-03シーズンはレギュラーとしてリーグ戦25試合に出場したが、2003-04シーズンは負傷のため17試合の出場にとどまった。2004-05シーズンはリーグ・アン（1部）昇格の原動力となり、プレーぶりが高く評価されてリーグ・ドゥのベストイレブンに選ばれた。2004-05シーズン中にセネガル代表に初招集され、2006年にはアフリカネイションズカップ2006のメンバーに選ばれた。2005-06シーズンと2006-07シーズンはそれぞれリーグ戦30試合以上に出場した。

### FCディナモ・キエフ
2007年7月18日、ウクライナ・プレミアリーグのFCディナモ・キーウと契約したことが発表された。8月1日のFCチョルノモレツ・オデッサ戦でデビューした。トップチームでの地位をすぐに確立し、9月1日のFCハルキウ戦で頚骨を骨折したが、復帰後にはしばしばキャプテンも務めた。2009年12月16日にはFCディナモ・キエフを離れ、ASサンテティエンヌに半年間の契約でレンタル移籍した。2010年夏にはオリンピック・リヨンに1年間の契約でレンタル移籍し、比較的多くの試合に出場した。

### グラナダCF
2011年8月26日、スペインのグラナダCFへ完全移籍。移籍金はグラナダCF史上最高額の450万ユーロ。

### ナンシー復帰
2016年1月、シーズン終了までの契約でASナンシーに復帰した。

## 個人成績
| シーズン  | クラブ                       | リーグ                     | 出場 | 得点 |   |
| --------- | ---------------------------- | -------------------------- | ---- | ---- | - |
| 2001–2002 | ASナンシー                   | リーグ・ドゥ               | 4    | 0    |   |
| 2002–2003 | ASナンシー                   | リーグ・ドゥ               | 25   | 0    |   |
| 2003–2004 | ASナンシー                   | リーグ・ドゥ               | 17   | 0    |   |
| 2004–2005 | ASナンシー                   | {リーグ・ドゥ              | 29   | 1    |   |
| 2005–2006 | ASナンシー                   | {リーグ・アン              | 33   | 2    |   |
| 2006–2007 | ASナンシー                   | リーグ・アン               | 33   | 0    |   |
| 2007–2008 | FCディナモ・キーウ           | ウクライナ・プレミアリーグ | 16   | 0    |   |
| 2008–2009 | FCディナモ・キーウ           | ウクライナ・プレミアリーグ | 13   | 1    |   |
| 2009–2010 | FCディナモ・キーウ           | ウクライナ・プレミアリーグ | 2    | 0    |   |
| 2009–2010 | ASサンテティエンヌ           | リーグ・アン               | 18   | 1    |   |
| 2010–2011 | オリンピック・リヨン         | リーグ・アン               | 24   | 1    |   |
| 2011–2012 | FCディナモ・キーウ           | ウクライナ・プレミアリーグ | 6    | 0    |   |
| 2011–2012 | グラナダCF                   | プリメーラ・ディビシオン   | 11   | 0    |   |
| 2012–2013 | グラナダCF                   | プリメーラ・ディビシオン   | 18   | 0    |   |
| 2013–2014 | グラナダCF                   | プリメーラ・ディビシオン   | 14   | 0    |   |
| 2013–2014 | カイセリ・エルジイェススポル | スュペル・リグ             | 13   | 0    |   |
| 2014–2015 | カイセリ・エルジイェススポル | スュペル・リグ             | 7    | 0    |   |
| 2015–2016 | ASナンシー                   | リーグ・ドゥ               | 5    | 0    |   |
| 通算      | 通算                         | 通算                       | 通算 | 288  | 6 |